# Mark (Tužikov)
Mark (světským jménem: Alexej Viktorovič Tužikov; * 26. září 1961, Moskva) je ruský pravoslavný duchovní Ruské pravoslavné církve, arcibiskup a metropolita vjatský a slobodský.

## Život
Narodil se 26. září 1961 v Moskvě.
Roku 1978 dokončil střední školu v Moskvě. V letech 1978-1979 pracoval jako kreslíř a konstruktér v PI-2 Gosstroja SSSR. V letech 1979-1981 sloužil v řadách Sovětské armády
Po odchodu z armády začal pracovat v Hydrometeorologickém centru SSSR jako elektromechanik. Ve stejném období začal studovat na Finančně ekonomickém institutu. Poté pracoval ve společnosti Inturist.
Roku 1988 nastoupil na Moskevský duchovní seminář, který dokončil roku 1991 a následně do roku 1994 studoval na Moskevské duchovní akademii. Během studií byl přijat jako poslušník Trojicko-sergijevské lávry a roku 1991 byl postřižen na monacha s mnišským jménem Mark.
Dne 18. července 1992 byl patriarchou moskevským Alexijem II. rukopoložen na hierodiakona.
V listopadu 1992 byl převeden do služeb astrachaňské eparchie. Stejného roku byl biskupem astrachaňským Ionou (Karpuchinem) rukopoložen na jeromonacha a jmenován představeným Pokrovského katedrálního soboru v Astrachani.
Dne 1. ledna 1993 byl ustanoven představeným Uspenského katedrálního soboru Astrachaňského kremlu. Současně vykonával funkci úředníka eparchie, vojenského kaplana Astrachaňské kozácké armády, byl členem výkonného orgánu poradního sboru pod vedením správy Astrachaňské oblasti a také členem eparchiální rady.
Dne 16. července 1995 byl rozhodnutím Svatého synodu zvolen biskupem chabarovským a priamurským.
Dne 2. září 1995 byl soboru Zjevení Páně v Moskvě oficiálně jmenován biskupem a o den později proběhla jeho biskupská chirotonie. Světiteli byli patriarcha moskevský Alexij II., metropolita krutický a kolomenský Juvenalij (Pojarkov), arcibiskup Valentin (Miščuk), arcibiskup klinský Longin (Talypin), arcibiskup solněčnogorský Sergij (Fomin), biskup istrinský Arsenij (Jepifanov), biskup bronnický Tichon (Jemeljanov), biskup abakanský a kyzylský Vikentij (Morar), biskup dmitrovský Innokentij (Vasiljev), biskup astrachaňský a jenotajevský Iona (Karpuchin), biskup vologdský a velikousťugský Maximilian (Lazarenko), biskup verejský Jevgenij (Rešetnikov) a biskup orechovo-zujevský Alexij (Frolov).
Od 17. července do 11. listopadu 2001 byl dočasným správcem južno-sachalinské eparchie.
Dne 25. února 2005 byl povýšen na arcibiskupa.
Dne 10. června 2005 se stal rektorem Chabarovského duchovního semináře.
Dne 28. června 2008 byl z důvodu odvolání biskupa Diomida (Dzjubana) z funkce eparchiálního biskupa anadyrského ustanoven dočasným správcem této eparchie.
Dne 31. března 2009 byl Svatým synodem uvolněn z funkce správce anadyrské eparchie.
Dne 22. března 2011 byl Svatým synodem ustanoven arcibiskupem vjatským a slobodským.
Dne 5. října 2011 byl Svatým synodem schválen jako představený Uspenského Trifonov monastýru v Kirově.
Dne 4. října 2012 byl Svatým synodem zvolen hlavou vjatské metropole.
Dne 8. října 2012 byl povýšen na metropolitu.
Od července do prosince 2014 a února do dubna 2019 byl dočasným správcem uržumské eparchie.

## Řády a vyznamenání

### Světské vyznamenání
- Rusko Medaile řádu Za zásluhy o vlast II. stupně (28. prosince 2000)
- Rusko Řád přátelství (25. listopadu 2004)
- Rusko Čestný občan Chabarovska

### Církevní vyznamenání
- Řád přepodobného Sergija Radoněžského II. stupně